# Pterolophia mimecyroschema
Pterolophia mimecyroschema là một loài bọ cánh cứng trong họ Cerambycidae.